# مبادرة بورقيبة
مبادرة بورقيبة كانت مبادرة لإنهاء الصراع العربي الإسرائيلي الذي أعلنه في 2 يوليو 1973 الرئيس التونسي الحبيب بورقيبة. وتنص على أن تقبل إسرائيل بمبدأ تقسيم فلسطين وفقا لقرار الجمعية العامة للأمم المتحدة رقم 181 لعام 1947، ترسيم الحدود بين الدول العربية وإسرائيل من خلال المفاوضات وإقامة دولة فلسطينية. وردا على المبادرة أعلنت الحكومة الأردنية رفضها لتصريحات بورقيبة وقطع العلاقات الديبلوماسية مع تونس.

## المبادرة
قال بورقيبة في خطاب حول المبادرة «إن هناك شعبين يتقاتلان على أرض واحدة. وإننى أقول لماذا لا نستطيع تصور تقسيم فلسطين بين الفلسطينيين والإسرائيليين؟ بالطبع فإن كل شعب سوف يضحى بشيء. ومن جانبهم فإن الإسرائيليين يتخلون عن الأراضي التي احتلوها بقوة السلاح ويحتفظون بما منحته لهم الأمم المتحدة في عام 1947 بموجب قرار التقسيم رقم 181».
وبعد ثلاثة أيام من إطلاق المبادرة، نشرت صحيفة النهار في بيروت مقابلة مع بورقيبة يشرح فيها مبادرته وأفكاره الجديدة بشأن حل الصراع مع إسرائيل. وتحدث عن جذور الصراع وكيفية معالجة قضاياه، لا سيما قضية الدولة الفلسطينية المستقلة وقضية عودة اللاجئين. واقترح بورقيبة أن تكون هذه الدولة على الأراضي الممنوحة بموجب قرار التقسيم للعرب، بالإضافة إلى الضفة الشرقية لنهر الأردن، وهي المنطقة الخاضعة للحكم الهاشمي. "لا يوجد شيء في التاريخ يسمى شرق الأردن،" لقد قسمت بريطانيا الجزء الصحراوي من فلسطين مع قبائلها وسميته شرق الأردن".

## ردود الفعل
أصدر الاتحاد الوطني الأردني، المنظمة السياسية المؤيدة للنظام الملكي، التي تأسست في عام 1971 في أعقاب أحداث أيلول الأسود، بياناً رسمياً في 7 يوليو 1973. ووصفت مبادرة بورقيبة وتصريحات بأنها «تهوين وإهدار للحق الفلسطيني في أرضه ووطنه من المشاركة وتوحيد الجهود لتحرير الوطن المغتصب والبحث عن منطقة بديلة يستقر فيها ضحايا هذا العدوان».